# 23 Herculis
23 Herculis är en vit stjärna i huvudserien i stjärnbilden Norra kronan. Trots sin Flamsteed-beteckning tillhör den inte stjärnbilden Herkules. Den ligger på gränsen mellan stjärnbilderna och fick byta tillhörighet vid översynen av gränser mellan stjärnbilderna år 1930 och benämns sedan bytet av stjärnbild ofta med sin HD-designation, HD 147835.
23 Herculis har visuell magnitud +6,40 och är svagt synlig för blotta ögat vid mycket god seeing. Den befinner sig på ett avstånd av ungefär 585 ljusår.